# سیلور هیل (آلبوکورکی)
سیلور هیل (به انگلیسی: Silver Hill) یک منطقهٔ مسکونی در ایالات متحده آمریکا است که در البوکرکی، نیومکزیکو واقع شده‌است.